# Eleocharis erhaiensis
Eleocharis erhaiensis är en halvgräsart som beskrevs av Y.D.Chen. Eleocharis erhaiensis ingår i släktet småsäv, och familjen halvgräs. Inga underarter finns listade i Catalogue of Life.